# Олдем (Південна Дакота)
Олдем (англ. Oldham) — місто (англ. city) в США, в окрузі Кінґсбері штату Південна Дакота. Населення — 121 особа (2020).

## Географія
Олдем розташований за координатами 44°13′42″ пн. ш. 97°18′34″ зх. д. / 44.22833° пн. ш. 97.30944° зх. д. (44.228201, -97.309527).  За даними Бюро перепису населення США в 2010 році місто мало площу 0,64 км², уся площа — суходіл.

## Демографія
Згідно з переписом 2010 року, у місті мешкали 133 особи в 65 домогосподарствах у складі 33 родин. Густота населення становила 209 осіб/км².  Було 98 помешкань (154/км²).
Расовий склад населення:
| - 100,0 % — білих |

До двох чи більше рас належало 0,0 %. Частка іспаномовних становила 2,3 % від усіх жителів.
За віковим діапазоном населення розподілялося таким чином: 22,6 % — особи молодші 18 років, 54,1 % — особи у віці 18—64 років, 23,3 % — особи у віці 65 років та старші. Медіана віку мешканця становила 46,8 року. На 100 осіб жіночої статі у місті припадало 95,6 чоловіків;  на 100 жінок у віці від 18 років та старших — 98,1 чоловіків також старших 18 років.
Середній дохід на одне домашнє господарство  становив 58 533 долари США (медіана — 35 000), а середній дохід на одну сім'ю — 55 367 доларів (медіана — 55 833). За межею бідності перебувало 5,6 % осіб, у тому числі 4,7 % дітей у віці до 18 років та 13,6 % осіб у віці 65 років та старших.
Цивільне працевлаштоване населення становило 70 осіб. Основні галузі зайнятості: мистецтво, розваги та відпочинок — 22,9 %, виробництво — 14,3 %, транспорт — 12,9 %, освіта, охорона здоров'я та соціальна допомога — 12,9 %.